# Allium subkopetdagense
Allium subkopetdagense är en amaryllisväxtart som först beskrevs av Reinhard M. Fritsch och Furkat Orunbaevich Khassanov, och fick sitt nu gällande namn av Reinhard M. Fritsch. Allium subkopetdagense ingår i släktet lökar, och familjen amaryllisväxter. Inga underarter finns listade i Catalogue of Life.